# Třída U a V
Třída U a V byla třída torpédoborců Royal Navy z období druhé světové války. Celkem bylo postaveno 16 jednotek této třídy. Za druhé světové války byl ztracen jeden z nich. Čtrnáct torpédoborců třídy U a V bylo v 50. letech rozsáhle přestavěno na rychlé protiponorkové fregaty typu 15 Rapid. Jediným zahraničním uživatelem třídy byla Kanada.

## Pozadí vzniku
Postaveno bylo celkem 16 jednotek tříd U a V. Do služby vstupovaly v letech 1943–1944. Postaveny byly ve dvou identických sériích po osmi kusech, přičemž jména lodí v každé sérii začínají na U a V (výjimkou jsou pouze vůdčí lodě Grenville a Hardy, pojmenované po svých slavných předchůdkyních u námořnictva).
Jednotky třídy U a V:
| Jméno                                        | Loděnice                  | Založení kýlu | Spuštění na vodu  | Přijetí do služby | Status |
| -------------------------------------------- | ------------------------- | ------------- | ----------------- | ----------------- | --- |
| Grenville (R97)                              | Swan Hunter, Wallsend     | 1941          | 12. října 1942    | květen 1943       | Vůdčí loď. Modernizován na fregatu typu 15 Rapid. Prodán do šrotu 1983.                                                          |
| Ulster (R83)                                 | Swan Hunter, Wallsend     | 1941          | 9. listopadu 1942 | červen 1943       | Modernizován na fregatu typu 15 Rapid. Prodán do šrotu 1980.                                                                     |
| Ulysses (R69)                                | Cammell Laird, Birkenhead | 1942          | 22. dubna 1943    | prosinec 1943     | Modernizován na fregatu typu 15 Rapid. Prodán do šrotu 1979.                                                                     |
| Undaunted (R53)                              | Cammell Laird, Birkenhead | 1942          | 19. července 1943 | březen 1944       | Modernizován na fregatu typu 15 Rapid. Potopen jako cvičný cíl 1978.                                                             |
| Undine (R42)                                 | Thornycroft, Woolston     | 1942          | 1. června 1943    | prosinec 1943     | Modernizován na fregatu typu 15 Rapid. Prodán do šrotu 1965.                                                                     |
| Urania (R05)                                 | Vickers-Armstrong, Barrow | 1942          | 19. května 1943   | leden 1944        | Modernizován na fregatu typu 15 Rapid. Prodán do šrotun 1971.                                                                    |
| Urchin (R99)                                 | Vickers-Armstrong, Barrow | 1942          | 8. března 1943    | září 1943         | Modernizován na fregatu typu 15 Rapid. Prodán do šrotu 1967.                                                                     |
| Ursa (R22)                                   | Thornycroft, Woolston     | 1942          | 22. července 1943 | březen 1944       | Modernizován na fregatu typu 15 Rapid. Prodán do šrotu 1967.                                                                     |
| Hardy (R08)                                  | John Brown, Clydebank     | 1942          | 18. března 1943   | srpen 1943        | Vůdčí loď. Dne 30. ledna 1944 potopen německou ponorkou U 278.                                                                   |
| Algonquin (R17, ex Valentine, ex Kempenfelt) | John Brown, Clydebank     | 1942          | 2. září 1943      | únor 1944         | Modernizován na fregatu typu 15 Rapid. Před dokončením převeden kanadskému námořnictvu. Prodán do šrotu 1971.                    |
| Venus (R50)                                  | Fairfield, Govan          | 1942          | 23. února 1943    | srpen 1943        | Modernizován na fregatu typu 15 Rapid. Prodán do šrotu 1972.                                                                     |
| Verulam (R28)                                | Fairfield, Govan          | 1942          | 22. dubna 1943    | prosinec 1943     | Modernizován na fregatu typu 15 Rapid. Prodán do šrotu 1972.                                                                     |
| Vigilant (R93)                               | Swan Hunter, Wallsend     | 1942          | 22. prosince 1942 | září 1943         | Modernizován na fregatu typu 15 Rapid. Prodán do šrotu 1965.                                                                     |
| Virago (R75)                                 | Swan Hunter, Wallsend     | 1942          | 4. února 1943     | listopad 1943     | Modernizován na fregatu typu 15 Rapid. Prodán do šrotu 1965.                                                                     |
| Sioux (R64, ex Vixen)                        | White, Cowes              | 1942          | 14. září 1943     | únor 1944         | Před dokončením převeden kanadskému námořnictvu. Prodán do šrotu 1965.                                                           |
| Volage (R41)                                 | White, Cowes              | 1942          | 15. prosince 1943 | květen 1944       | Dne 22. října 1946 těžce poškozen při incidentu v Korfském průlivu. Modernizován na fregatu typu 15 Rapid. Prodán do šrotu 1972. |

## Konstrukce

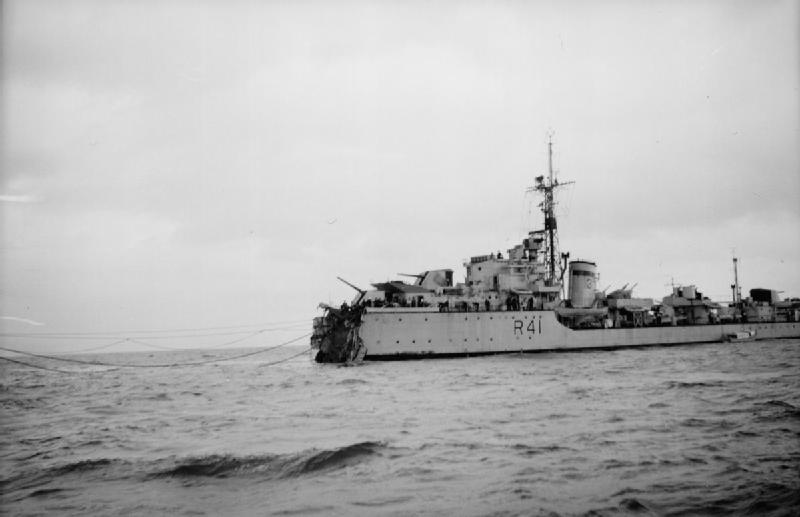
HMS Volage dne 22. října 1946 těžce poškozený minou při incidentu v Korfském průlivu

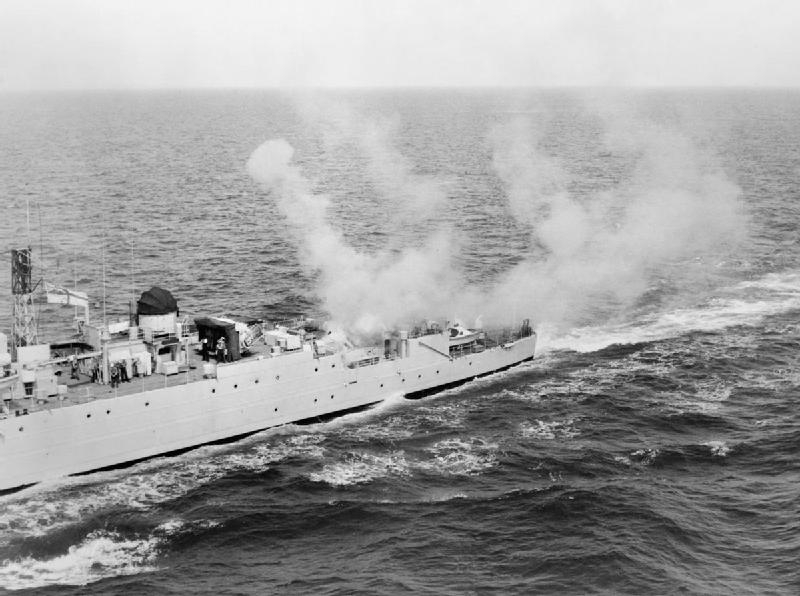
HMS Grenville po přestavbě na fregatu typu 15 Rapid

Hlavňovou výzbroj po dokončení tvořily čtyři dvouúčelové 120mm/45 kanóny QF Mk.IX, umístěné v jednodělových věžích a dva 40mm kanóny. Nesly též dva čtyřhlavňové 533mm torpédomety. K napadání ponorek sloužily dva spouštěče a čtyři vrhače pro svrhávání hlubinných pum. Pohonný systém tvořily dva tříbubnové kotle Admiralty a dvoje parní turbíny Parsons o výkonu 40 000 shp, pohánějící dva lodní šrouby. Nejvyšší rychlost dosahovala 36,75 uzlu.

### Modifikace
Torpédoborec Volage nesl místo 40mm dvojkanónů čtyři 40mm kanóny Pom-pom. Do konce války byla lehká výzbroj posílena až na pět 40mm kanónů Bofors a dvanáct 20mm kanónů. Zásoba hlubinných pum přitom byla zvětšena na 70–130 kusů. V 50. letech bylo třináct britských a jeden kanadský (Algonquin) torpédoborec této třídy rozsáhle modernizováno na rychlé protiponorkové fregaty typu 15 Rapid. 

## Operační služba
Za druhé světové války byl ztracen pouze torpédoborec Hardy, který 30. ledna 1944 potopila německá ponorka U 278.

## Zahraniční uživatelé
Kanada
Kanadské královské námořnictvo roku 1944 získalo torpédoborce Algonquin (ex Valentine) a Sioux (ex Vixen). Roku 1956 byl Algonquin modernizován na fregatu typu 15 Rapid. Vyřazeny.